# Neviditelný muž (film, 1933)
Neviditelný muž (anglicky The Invisible Man) je americký filmový sci-fi horor z roku 1933, který natočil režisér James Whale a v němž účinkují např. Claude Rains (jeho filmový debut) a Gloria Stuart.
Vychází z vědeckofantastastického románu anglického spisovatele Herberta George Wellse Neviditelný. Řadí se mezi filmy tzv. „Universal Horroru“ (série charakteristických filmů studia Universal Studios z let 1923–1960) a dal vzniknout dalším sequelům nebo příběhům s tématem neviditelnosti, které už ale neměly mnoho společných prvků s originálním Wellsovým příběhem.
Herec Claude Rains v roli neviditelného muže (dr. Jacka Griffina) strávil před kamerou většinu času v obvazech, pouze na konci filmu je ukázán ve své podobě. V roce 2008 byl film Knihovnou Kongresu vybrán k uchování v americkém Národním filmovém registru (National Film Registry) jako "kulturně, historicky nebo esteticky významný".

## Děj
Záhadný muž s obvázaným obličejem a v obskurních tmavých brýlích (dr. Jack Griffin) si najme pokoj v horním patře hostince v anglické vesnici Iping. Především žádá o klid, nepřeje si být vyrušován. Dole v nálevně okamžitě začne osazenstvo spekulovat, zda se nejedná o zločince nebo podobné individuum. Po týdnu nese žena hostinského Halla cizinci jídlo, ale ten ji nerudně odbyde. Pracuje zde na výzkumu protilátky na svou neviditelnost. Žena pošle hostinského, aby cizince vyhodil, protože mimo špatného chování dluží peníze. Pan Hall obeznámí podnájemníka, že musí odejít. Rozezlený Griffin jej shodí ze schodů. Je přivolána policie, což vzteklého muže rozlítí ještě víc. Začne si odstraňovat obvazy z obličeje, čímž vyjde najevo, že je neviditelný. Vylekaní muži včetně strážníka se dají na ústup. Po chvíli se vrátí, aby jej zadrželi, ale nyní neviditelný Griffin se jim vysmívá, rozdává rány, demoluje vybavení hostince a nakonec uprchne. Na ulici vyvolá paniku.
Griffinovo chování ovlivňuje vzácná droga z Indie zvaná monokan. Mimo to, že je silným bělidlem, může vyvolat i řadu negativních reakcí, ale ty nebyly přesně popsány. Ví se jen, že injekce podaná psovi způsobila změnu jeho chování k horšímu. Dcera Griffinova zaměstnavatele dr. Cranleyho Flora Cranleyová má o Jacka starosti, protože zmizel beze stopy a nenechal jí ani vzkaz. Toho se snaží využít ve svůj prospěch druhý Cranleyův asistent dr. Arthur Kemp, ale Flora jej odmítne. Jack Griffin přijde ke Kempovi domů a pod pohrůžkami jej donutí ke spolupráci. Hodlá z něj učinit svého společníka, jeho plánem je (pod vlivem drogy) ovládnout svět za pomocí teroru a vražd. Společně se vrací automobilem do hostince, kde si dr. Griffin vezme zpět své knihy, které zde při úprku zanechal. Když se plíží nálevnou, je svědkem policejního výslechu. Přítomný konstábl výpovědi svědků zlehčuje a má za to, že jde jen o podvod. Griffin se neudrží, začne po lidech vrhat předměty a donutí je k útěku. Konstábla pak uškrtí.
Když je zpátky u Kempa a odchází si lehnout, Kemp zavolá nejdříve dr. Cranleyho s Florou a poté informuje policii. Flora přesvědčí otce, aby ji nechal s Jackem promluvit. V její přítomnosti Griffin zjihne a slíbí jí, že najde protilátku a vrátí se k ní. Vzápětí se neovládne a posedne jej opět touha po moci. K domu se blíží policejní síly, Griffin vidí, že jej Kemp zradil. Odvádí Floru z pokoje a mizí pryč. Kempovi slíbí, že jej v 10 hodin příští noci zabije. Poté začne řádit, shodí dva pátrající dobrovolníky ze srázu, přehodí výhybku a způsobí pád osobního vlaku do rokle, což má za následek mnoho desítek životů. Policie nabízí odměnu každému, kdo vymyslí způsob, jak chytit neviditelného muže.
Vrchní komisař sází na to, že Griffin splní svůj slib a pokusí se Kempa zavraždit v určenou hodinu. Kempovi se nelíbí role policejní návnady a tak je vymyšlen plán, kdy v přestrojení za policistu odjede automobilem do bezpečí. Nicméně neviditelný muž o akci ví a nepozorován odjíždí s Kempem. Pak se mu prozradí, sváže jej a pošle ve voze ze srázu, kde automobil i s Kempem exploduje. Do Anglie přišlo ochlazení, napadlo hodně sněhu a neviditelný muž hledá úkryt před špatným počasím. Nalezne jej ve stodole, kde usne na seně. Farmář zaslechne chrápání a jde informovat policii. Ta stodolu obklíčí a podpálí. Když Griffin vyběhne ven, jdou na sněhu vidět jeho stopy. Vrchní komisař zahájí palbu a vážně jej postřelí. Je dopraven do nemocnice, kde se setká s Florou. Řekne jí, se k ní chtěl vrátit, ale neuspěl. Spáchal věci, které by člověk měl nechat na pokoji. Poté umírá a jeho tělo se po smrti zviditelní.

## DVD
V roce 2004 studio Universal vydalo šest edicí se svými nejlepšími horory. Kompletní edice The Invisible Man obsahovala tyto filmy:
- The Invisible Man (1933)
- The Invisible Man Returns (1940)
- The Invisible Woman (1940)
- Invisible Agent (1942)
- The Invisible Man's Revenge (1944)

Film The Invisible Man byl delší než dřívější televizní verze. Edice obsahovala i bonusy včetně „Now You See Him: The Invisible Man Revealed“ (zpracovaný filmovým historikem Rudy Behlmerem) – detailního pohledu na tvorbu klasického hororového filmu a jeho sequelů.